# Muriel Sánchez
Muriel Sánchez (Zúrich, Suiza) es una actriz española de origen gallego y suizo.

## Biografía
Actriz y cantante con una amplia formación y extenso bagaje tanto a nivel nacional como internacional. La crítica ha elogiado siempre su trabajo, destacando su gran capacidad dramática, su versatilidad y su voz. 
Formada en España, Londres e Italia, es licenciada en Interpretación por la Real Escuela Superior de Arte Dramático de Madrid y en Canto por el Conservatorio de Música, donde cursa también estudios de Piano. Completa su formación con un Postgrado en la Royal Central School of Speech and Drama y estudiando Teatro Musical en la Arts Educational School (Londres). Posteriormente participa en el Laboratorio Internacional de Comedia del Arte del Centro di Formazione Teatrale Venezia Inscena (Venecia). En España se especializa en el verso clásico con un Curso de Postgrado sobre Teatro Clásico y completa asimismo su formación de la mano de directores como Andrés Lima, Will Keen, Vladimir Granov, Tomaz Pandur, Carlos Aladro, Juanma Bajo Ulloa o Javier Balaguer.
Desarrolla la mayor parte de su actividad en el ámbito teatral, trabajando en numerosas producciones nacionales e internacionales. Ha sido actriz protagonista durante años de la Compañía Nacional de Teatro Clásico (2006-2011), en obras como La Estrella de Sevilla- por la que fue nominada como mejor actriz protagonista a los Premios Teatro de Rojas-, Romances del Cid, El pintor de su deshonra (las tres dirigidas por Eduardo Vasco), Un bobo hace ciento (Juan Carlos Pérez de la Fuente) o El condenado por desconfiado (Carlos Aladro). Ha trabajado igualmente como actriz protagonista para el Centro Dramático Nacional, en producciones como Hablando (último aliento), dirigida por Ainhoa Amestoy, Naufragios de Álvar Núñez, dirigida por Magüi Mira o The hotline, (Juan Ollero y Lisa Glagolina), una coproducción del Centro Dramático Nacional y el Teatro de Arte de Moscú. Con el Centro Dramático Gallego protagoniza junto a Luis Tosar La ópera de los tres reales, dirigida por Quico Cadaval, Ricardo III (Manuel Guede) y Seis personajes en busca de autor (Xúlio Lago), y con la compañía italiana Venezia Inscena trabaja en diversos espectáculos de Commedia dell’Arte, como Il bugiardo sincero y L’ereditá di Pantalone, ambos dirigidos por Adriano Iurissevich. En otras producciones ha trabajado a las órdenes de directores como Diego Bagnera (Nina) , Helena Pimenta (La Gran Vía), Natalia Menéndez, (El curioso impertinente), Emilio del Valle (Medida por Medida) Ignacio García (Cuarto Frío), José Bornás (La culpa es de Juan Rana) Olga Margallo (Viva el Teatro), Víctor Manuel Dogar (Casa con dos puertas mala es de guardar), Vanessa Martínez (La ópera del malandro), Nuria Alkorta (El Año Santo en Madrid, Darlo todo y no dar nada), Antonio Zancada (La muerte y la doncella), Charo Amador (La ópera de cuatro cuartos) o Manuel Lourenzo (Palabras de víspera).
En audiovisual trabaja en diversos largometrajes y series de televisión, entre las que destacan Estoy vivo, El Comisario, Cuéntame cómo pasó , Conexión, Afranio y Rías Baixas, serie que protagoniza durante cuatro temporadas. 
Entre sus últimos trabajos destacan Penélope, obra dirigida por Magüi Mira para el Festival Internacional de Teatro Clásico de Mérida, y Sólo un metro de distancia, dirigida por Antonio C. Guijosa.

## Teatro
| Año  | Obra de teatro                                                   | Personaje               | Director                       | Compañía                                           |
| 2020 | Penélope, de Emilio Hernández                                    | Nausícaa                | Magüi Mira                     | Festival Internacional de Teatro Clásico de Mérida |
| 2020 | Naufragios de Álvar Núñez, de José Sanchis Sinisterra            | Claudia                 | Magüi Mira                     | Centro Dramático Nacional                          |
| 2020 | Sólo un metro de distancia, de Antonio C. Guijosa                | Ella                    | Antonio C. Guijosa             | Serena Producciones                                |
| 2019 | La culpa es de Juan Rana, de Jesús Laiz                          | Mujer                   | José Bornás                    | Clásicos en Alcalá                                 |
| 2018 | Medida por medida, de Schakespeare                               | Isabel                  | Emilio del Valle               | Teatro Bellas Artes                                |
| 2017 | Hablando (Último aliento), de Irma Correa                        | ELLA                    | Ainhoa Amestoy                 | Centro Dramático Nacional                          |
| 2017 | Nina, de José Ramón Fernández                                    | Nina                    | Diego Bagnera                  | Teatro Fernán Gómez                                |
| 2015 | The Hotline, de Maxim Chertanov                                  | Alisa                   | Yuri Kravets                   | Centro Dramático Nacional-Teatro de Arte de Moscú  |
| 2016 | Casa con dos puertas mala es de guardar, de Calderón de la Barca | Laura                   | Víctor Dogar                   | Teatros del Canal                                  |
| 2014 | La ópera del malandro, de Chico Buarque                          | Teresinha               | Vanessa Martínez               | Teatro Bellas Artes Teatro Fernán Gómez            |
| 2013 | Darlo todo y no dar nada", de Calderón de la Barca               | Estatira                | Nuria Alkorta                  | Teatros del Canal                                  |
| 2011 | La Ópera de los Tres Reales, de Bertolt Brecht                   | Polly Peachum           | Quico Cadaval                  | Centro Dramático Gallego                           |
| 2011 | Un bobo hace ciento, de Antonio de Solís                         | Doña Ana                | Juan Carlos Pérez de la Fuente | Compañía Nacional de Teatro Clásico                |
| 2010 | El pintor de su deshonra, de Calderón de la Barca                | Serafina                | Eduardo Vasco                  | Compañía Nacional de Teatro Clásico                |
| 2009 | La Estrella de Sevilla , de Lope de Vega                         | Estrella                | Eduardo Vasco                  | Compañía Nacional de Teatro Clásico                |
| 2009 | El condenado por desconfiado , de Tirso de Molina                | Celia                   | Carlos Aladro                  | Compañía Nacional de Teatro Clásico                |
| 2008 | Romances del Cid (Versión de Ignacio García May)                 | La Muerte               | Eduardo Vasco                  | Compañía Nacional de Teatro Clásico                |
| 2008 | El pintor de su deshonra , de Calderón de la Barca               | Julia                   | Eduardo Vasco                  | Compañía Nacional de Teatro Clásico                |
| 2007 | El Curioso Impertinente , de Guillén de Castro                   | Criada                  | Natalia Menéndez               | Compañía Nacional de Teatro Clásico                |
| 2009 | El Año Santo en Madrid , de Calderón de la Barca                 | Oído                    | Nuria Alkorta                  | Teatros del Canal                                  |
| 2007 | L'ereditá di Pantalone                                           | Isabella                | Adriano Iurissevich            | Venezia Inscena                                    |
| 2006 | Viva el teatro, de J.L. Alonso de Santos                         | Ana-Princesa Blancaflor | Olga Margallo                  | Uroc Teatro                                        |
| 2006 | La Gran Vía, de Felipe Pérez y González                          | Izquierda y Candil      | Helena Pimenta                 | Rumor Producciones                                 |
| 2006 | Il bugiardo sincero                                              | Hortensia y Stregga     | Adriano Iurissevich            | Venezia Inscena                                    |
| 2005 | Seis personajes en busca de autor, de Luigi Pirandello           | La Hijastra             | Xúlio Lago                     | Centro Dramático Gallego                           |
| 2005 | Ricardo III, de William Shakespeare                              | Lady Ana                | Manuel Guede                   | Centro Dramático Gallego                           |
| 2004 | La muerte y la doncella, de Ariel Dorfman                        | Paulina                 | Antonio Zancada                | El Genio Producciones                              |
| 2003 | La ópera de cuatro cuartos, de Bertolt Brecht                    | Polly Peachum           | Charo Amador                   | RESAD                                              |
| 2003 | Vuelo sobre el océano, de Bertolt Brecht                         | La Niebla               | Nacho Pascual                  | RESAD                                              |
| 2002 | El alcalde de Zalamea, de Calderón de la Barca                   | Isabel                  | Nuria Alcorta                  | RESAD                                              |
| 2002 | Short Stories and Poems, de Raymond Carver                       | Edith                   | Nuria Alcorta                  | RESAD                                              |
| 2001 | Tartufo, de Molière                                              | Mariana                 | Charo Amador                   | RESAD                                              |
| 1999 | Palabras de Víspera, de Álvaro Cunqueiro                         | Urraca                  | Manuel Lourenzo                | CASAHAMLET                                         |

## Televisión
| Serie                    | Personaje    | Director                      |
| Estoy vivo (TVE)         | Reparto      | Oriol Ferrer                  |
| Rías Baixas (TVG)        | Protagonista | Gerardo Rodríguez             |
| Cuéntame cómo pasó (TVE) | Reparto      | Antonio Cano y Agustín Crespi |
| El comisario (Tele 5)    | Reparto      | Jesús Font                    |

## Cine
| Serie     | Personaje    | Director      |
| A Conexao | Protagonista | Leonel Vieira |
| Afranio   | Reparto      | Víctor Coyote |

## Premios y nominaciones

### Premios Teatro de Rojas
| Ano  | Categoría                     | Película               | Resultado |
| ---- | ----------------------------- | ---------------------- | --------- |
| 2009 | Mejor interpretación femenina | La Estrella de Sevilla | Nominada  |

### Certamen Nacional de Teatro Garnacha de Rioja Haro 2021
| Ano  | Categoría    | Película                   | Resultado |
| ---- | ------------ | -------------------------- | --------- |
| 2009 | Mejor Actriz | Sólo un metro de distancia | Premiada  |